# 魯富都戰爭
魯富都戰爭，是台灣鄒族傳說中一場著名的保衛戰，鄒族的魯富都（Luhtu）受到壯丁數量遠多於自己的布農族威脅，雙方發生激烈的戰鬥，最後在加入戰局的女性幫助下成功擊退敵軍。

## 經過

### 起因
過去在魯富都建立之初，鄰近的布農族受到別族的人煽動，認為魯富都的人口少、力量弱，應該趁機消滅他們，所以開始興兵攻打魯富都。

### 準備與戰鬥
魯富都得知情況後，立刻聚集起當時部落內的壯丁，並且將婦女和孩子送往附近的山頭上，交代他們如果看到山下穿黑色衣服的人（鄒族）越來越少，就趕快逃到特富野尋求庇護。當婦女們撤走之後，布農族人隨即開始發動攻擊，女人們聚集在山上觀望戰事，發現戰事進行了很久，黑色衣服的人卻還是很多，甚至逐漸比布農族的軍隊還要多，知道布農族並沒有打敗部落的男性，因此群起趕向戰場協助男性作戰，當時節節敗退的布農族原本準備好要發起最後一次衝鋒，卻被女性們干擾而失敗，最後被鄒族人殺光，只留一個活口回去向他們的部落報告戰況。

## 考據
事實上，魯富都最初是由特富野裡的部分氏族所分支出來的部落，由於與布農族的勢力範圍相鄰，建立之初便經常因為爭奪獵場或獵首等事情而爆發衝突，而特富野在這期間也經常給予魯富都協助，幫助他們擊退敵人。上述戰爭傳說便是反映了這段歷史。